# Nototropis minikoi
Nototropis minikoi är en kräftdjursart som först beskrevs av A. O. Walker 1905.  Nototropis minikoi ingår i släktet Nototropis och familjen Dexaminidae. Inga underarter finns listade i Catalogue of Life.